# Brea (Terra di Mezzo)
Brea (in originale e in una recente traduzione de Il Signore degli Anelli Bree) è un villaggio di Arda, l'universo immaginario fantasy creato dallo scrittore inglese J. R. R. Tolkien. È situato nel nord della Terra di Mezzo e ad est della Contea; è abitata da Uomini e Hobbit e questo è l'unico luogo in cui si verifica una tale coesistenza.
Il nome originale "Bree" si ispira al nome del villaggio di Brill (Buckinghamshire); contiene la parola celtica Breʒ e la parola in inglese antico hyll, che entrambi significano "collina". Il significato di "collina" fa riferimento al fatto che il villaggio di Brea e la zona circostante sono situati sui fianchi di un colle.

## Geografia
Località principale della Terra di Brea, l'abitato di Brea si sviluppa sui fianchi ovest e sud del Colle di Brea ed è circondato da un profondo burrone che si diparte dalle pendici della collina, per ritornarvi dopo aver compiuto un grande semicerchio; all'interno del burrone una fitta siepe fa da ulteriore protezione.
Il villaggio è attraversato dalla Grande Via Est che, arrivando dalla Contea, si inoltra all'interno dal cancello ovest scavalcando il burrone, svolta poi a sud seguendo la curva della collina, per uscire dal cancello sud e riprendere la direzione est. Entrambi i cancelli, chiusi durante la notte, sono affiancati dalle casette dei guardiani. Ad ovest del fossato la Via Est si incontra con il Verdecammino.
Le case degli Uomini sono situate alla base della collina e con le finestre rivolte verso ovest; quelle degli Hobbit (i tradizionali buchi) più in alto.

## Il Puledro Impennato
(J. R. R. Tolkien, Il Signore degli Anelli, La Compagnia dell'Anello, libro primo, capitolo IX.)

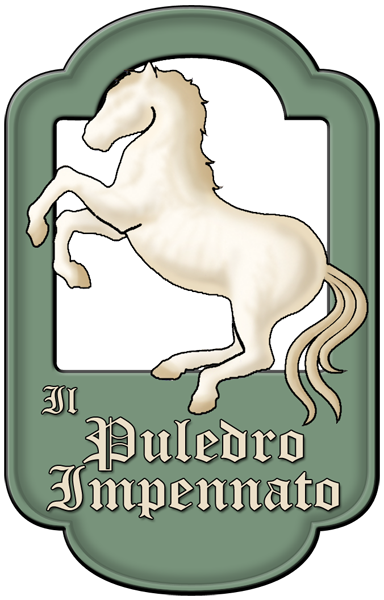
Insegna della locanda "Il Puledro Impennato" di Brea

Nel villaggio di Brea si trova Il Puledro Impennato (Il Cavallino Inalberato nella nuova traduzione del 2020; in originale The Prancing Pony) una locanda, gestita dalla famiglia Cactaceo e frequentata sia da Uomini sia da Hobbit, per i quali vi sono delle stanze in un'ala riservata esclusivamente a loro, caratterizzate dalle finestre tonde e dal soffitto basso, tipico delle caverne hobbit. È un luogo secondario, nel quale però, accadono alcuni avvenimenti fondamentali ai fini della narrazione. Rifugio principale per tutti quei viaggiatori che seguono il cammino che va da nord a sud e da est ad ovest; situato sulla collina, guarda la strada principale, è una casa a tre piani con due ali separate da un cortile.

### Descrizione
Parte della locanda era stata scavata nella collina, tanto che nell'ala nord le finestre del secondo piano si trovavano al livello del suolo. Questa ala è stata attrezzata per ospitare i "mezzuomini". L'ala sud si trovava invece un po' più alto, e in un ambiente annesso a questa erano ubicate le stalle e i depositi.
Un grande arco segnava la facciata della locanda e appena sotto la parte più alta dell'arcata si trovava un cartello, illuminato dalla luce di una lanterna è stato, con impresso un puledro bianco rampante.
Dentro c'era una grande sala comune, con innumerevoli lanterne appese alle travi del soffitto e un grande camino sulla parete ovest della stanza. Oltrepassato questo, un lungo corridoio che conduce nella locanda, ma molto vicino alla prima camera da letto, una piccola stanza riservata per un primo momento di riposo per i viaggiatori, con un piccolo camino e tavoli e seggiolini.

## Brea e la locanda nella storia
Il 29 settembre 3018 della Terza Era, Frodo, Sam, Merry e Pipino raggiunta Brea vi alloggiano la notte come consigliato loro da Tom Bombadil. I quattro hobbit si presentano sotto falsa identità, ma rischiano di svelarsi a causa di un incidente occorso a Frodo con l'Unico Anello. Infatti Frodo diventa invisibile a causa dell'Anello subito dopo aver finito di cantare, in piedi su un tavolo, di fronte a molte persone.
I quattro Hobbit vengono subito notati da Aragorn, conosciuto (e presentato loro) come Grampasso, e questi si offre di guidarli sino a Gran Burrone. Una lettera di Gandalf lasciata a Omorzo Cactaceo qualche mese prima e incautamente mai spedita da questi a Frodo, rassicura gli Hobbit sull'identità del loro accompagnatore e dissolve quasi totalmente i loro timori, anche se Sam si mostra ancora recalcitrante. La notte in cui alloggiano nella locanda Aragorn, con l'aiuto del signor Cactaceo, salva gli Hobbit da un attacco dei Nazgûl. Tuttavia, tale attacco creerà qualche problema, quale la fuga dei cavalli di tutti i clienti della locanda e dei loro pony, e loro saranno costretti quindi ad acquistare quello di Billy Felci e a ritardare la loro, non più segreta, partenza.
Durante la Guerra gli affari alla Locanda peggiorarono sensibilmente, soprattutto a causa dei temibili Uomini del Sud che terrorizzavano i pacifici abitanti della zona. Ciononostante, durante il ritorno alla Contea degli Hobbit, accompagnati da Gandalf, quest'ultimo predisse "tempi migliori" per Brea, poiché l'avvento del Regno Riunito avrebbe migliorato la situazione.

## Adattamenti
- Nel film La Compagnia dell'Anello di Peter Jackson, a differenza del libro, dove era un luogo amichevole, Brea è costantemente vista in modo sgradevole e minaccioso; mentre nel libro fa sparire Frodo quando lo indossa dentro Il Puledro Impennato, nel film ci sono effetti speciali con un forte vento, luce blu e l'Occhio di Sauron.[4]
- Cactaceo appare sia nell'adattamento animato del 1978 di Ralph Bakshi del Signore degli Anelli sia nel film di Peter Jackson, ma in entrambi gli adattamenti la maggior parte delle sue scene sono tagliate. Alan Tilvern ha prestato la voce a Cactaceo (nei crediti come "locandiere") nel film animato,[5] mentre David Weatherley lo interpretò nell'opera di Jackson.[6]
- Un personaggio, che nei titoli di coda appare come "Cactaceo senior" è presente brevemente durante il prologo de Lo Hobbit - La desolazione di Smaug, interpretato da Richard Whiteside.[7]
- James Grout interpretò Cactaceo nella serializzazione del Signore degli Anelli del 1981 della BBC Radio.[8]
- Nell'adattamento a basso budget del 1991 russo della Compagnia dell'Anello, Khraniteli, egli appare come "Lavr Narkiss", interpretato da Nikolaj Burov.[9]
- Nella miniserie televisiva del 1993 Hobitit dell'emittente finlandese Yle, Cactaceo ("Viljami Voivalvatti" in finlandese, che significa "William Butter", Guglielmo Burro) fu interpretato da Mikko Kivinen.[10]
- Brea e la Terra di Brea sono nel gioco per PC Il Signore degli Anelli Online: Ombre di Angmar, nel quale il giocatore è libero di esplorare la città.[11]